# Šubić V. Gergely
Šubić V. Gergely (horvátul: Grgur V. Šubić Bribirski, 1300 körül – 1370 után) horvát nemes, a Šubić nemzetségből származó sebenicói gróf.

## Családja
Šubić I. Pál brebiri gróf, horvát bán és Ursa nevű feleségének negyedik fia volt. Apja halála után testvére II. Mladen lett a család feje, aki Dalmácia hercege, Zára grófja és Bosznia bánja, apja utódjaként pedig Horvátország bánja és Bosznia ura volt. Másik fiútestvére II. György spalatói, klisszai és omiši gróf, II. Pál spalatói és traui gróf, Osztrovica várának ura volt, III. Márkó pedig a brebiri grófi címet viselte. Egy Erzsébet nevű lánytestvére ismert. Gergelynek csak egy Katalin nevű lányát ismerjük, aki Boszniába ment férjhez.

## Élete

### Ifjúkora
Apja halála után legidősebb fivére, Mladen lett a családfő, aki öccsén, Györgyön kívül a többi testvért nem engedte magasabb tisztségekbe. Mladen bukása után György hátralevő élete során a felemelkedő Nelipić családdal szembeni ellenállással telt el. György halálával (1330) II. Pál került a családfő tisztségébe, akinek 1334 után politikája már csak György fiának, III. Mladennek a támogatására irányult, őt támogatta a más nemesek és főurak elleni harcokban. A feltörekvő Nelipićek azonban arra törekedtek, hogy minden horvát nemest uralmuk alá hajtsanak. Különösen a Šubićok álltak ennek a törekvésnek az útjában. 1336-ban ki is tört a konfliktus a két nemzetség között. A Šubićok oldalán II. Pál mellett V. Gergely, III. Mladen és III. Pál állt, míg Nelipacot unokaöccse Konstantin, Budislav Ugrinić, a Krka menti Rog várának ura segítette. A küzdelem végül úgy ért véget, hogy a Nelipić család feje, II. Nelipac elfoglalta  Osztrovicát, és urának fiát, Konstantint tette meg. A felek Scardonai-öbölben Giacomello Dandolo velencei admirális hajóján Scardona püspöke, valamint Sebenico, Spalato és Trau városok képviselői jelenlétében kötötték meg békét. A béke feltételei nem ismertek, de annyi bizonyos, hogy Nelipac visszaadta II. Pálnak Osztrovica várát.

### Szövetség Velencével
Pál és Gergely politikája ezt követően megváltozott, mert miután látták, hogy a királytól nem várhatnak segítséget ellenségeikkel szemben, birtokaik megtartása érdekében Velencéhez fordultak. II. Nelipac 1344-ben bekövetkezett halála után I. Lajos magyar király megtörte a Nelipićek uralmát, akik ezután a király hívei lettek. Ezután Lajos a Šubićok (Osztrovica, Bribir, Scardona, Klissza és Almissa) ellen vonult. A városok már javában fegyverkeztek, Lajos királynak azonban nem volt ínyére elhúzódó háborút folytatni, és augusztus 10-én Miklós bánt Kninben hátrahagyva visszavonult Bosznia irányába. A Velencével szövetséges Šubićok 1345-ben fegyveres segítséget nyújtottak a Velence ellen fellázadt Zára ostromához. Lajos katonai támogatásának hiányában Zára 1346. december 21-én megadta magát a velenceieknek. Šubić II. Pál még a velenceiek győzelme előtt meghalt, mert augusztus 21-én már halottként említik. Osztrovicát kiskorú fiára, III. Györgyre hagyta, akinek fivérét, V. Gergelyt nevezte ki gyámjául.
A kiskorú György azonban nem volt abban a helyzetben, hogy apja II. Pál gróf örökségét átvegye, mert már apja életében, anyai nagyapja, Frangepán III. Duim vegliai, modrusi és zenggi gróf őrizetében volt. Amíg apja a velenceiekkel szövetségben I. Lajos király ellen harcolt, anyja két gyermekével a vegliai grófok második legerősebb várának, Modrus várának biztonságos rejtekében húzódott meg. III. Duim Pál gróf halála (1346) után is maga közelében tartotta unokáját, és nem adta át nagybátyjának, Šubić V. Gergelynek azzal a nyilvánvaló céllal, hogy kibékítse a királlyal, akinek a híve volt, és a fiatal fiút más politikai útra akarta terelni, mint amit az apja képviselt.
A kiskorú Györgyért valóságos versengés következett a két nemzetség között. A Šubićok V. Gergely gróffal és unokaöccsével, III. Mladennel őrizetükbe akarták hozni, és megőrizni őt és Osztrovica várát a nemzetségnek és a velencei érdekeknek, másfelől pedig a Frangepánok, III. Duimmal és testvérével, VIII. Bertalannal, akik pedig Lajos magyar királlyal akarták kibékíteni. A Zára és a Velencei Köztársaság közötti viszályban a Frangepánok Zárát és Miklós bánt támogatták, míg a Šubićok készek voltak mindent megtenni Velence érdekében, csakhogy bosszút álljanak a családjuk ellenségének tartott Lajos királyon.
A viszály már hónapok óta tartott, de Györgyöt a Frangepánok nem adták ki a kezükből. A velencei hatóságok, amelyekre Pál gróf fia ügyét bízta 1346. november 7-én követeket is küldtek Zenggbe Duim és Bertalan grófokhoz, akik mindent elkövettek, hogy rávegyék a grófokat, ha nem is mindkét gyermek, de legalább György gróf átadására, a követség azonban nem járt eredménnyel. 1346. december 15-én másfél éves ostrom Zára megadta magát a velenceiknek, akik hozzájárultak, hogy Osztrovica várát és György gróf más birtokainak igazgatását Šubić V. Gergely vegye át. Lajos király hívei 1347 elején a horvát és bosnyák bánokkal megerősítve nagyszabású előkészületekbe kezdtek, hogy Gergelytől elfoglalják Osztrovica várát. Közben a velenceiek is felkészültek Gergely gróf megsegítésére és Osztrovica védelmére rendelték a zárai grófot és a kapitányt azzal, hogy siessen Osztrovicába, de közben ne feledkezzen meg a város biztonságáról sem.

### Kibékülés a királlyal
Gergely gróf ismételt kérésére a velencei nagytanács újabb követséget menesztett Duimhoz György és nővére elengedése érdekében. Ezzel egy időben III. Mladen klisszai gróf is a velencei tanácshoz fordult, védelmet kérve közös ellenségeik, különösen Kotromanić István bosnyák bánnal szemben. A velenceiek ígéretet is tettek, hogy figyelmeztetik a bánt, hogy tartózkodjon az erőszak alkalmazásától, de egyre inkább úgy tűnt, hogy a velenceieket jobban érdekelte a vár, mint a Gergely gróf sorsa. Ezt követően nem tudni, hogy milyen okból, váratlan fordulat történt. Gergely elkezdett kibékülni Lajos királlyal még azon az áron is, hogy átadja Osztrovicát. Gergely gróf két követe már az év közepén a király elé járult, ahol arra kérték, hogy noha ők II. Pál gróffal oly sokáig hűtlenek voltak a király szent koronájához, mégis könyörögnek, hogy vegye őket királyi kegyelmébe, és felejtse el régóta fennálló hűtlenségüket. Egyúttal hogy bebizonyítsák, mennyire komolyan döntöttek úgy, hogy ezentúl hűségesek lesznek, átadják a királyi kézbe várukat, Osztrovicát.
A király elfogadva kérésüket július 31-én megbocsátó oklevelet adott ki. Még aznap kiadott egy újabb oklevelet is, melyben Osztrovica váráért Šubić V. Gergelynek és unokaöccsének, III. Györgynek minden tartozékával a szlavóniai Zriny várát adja cserébe, ezen kívül pedig megkapták a Zriny melletti Stupnica földjét is. Talán a Frangepánok győzték meg Gergelyt, aki belátta, hogy nem tarthatja meg unokaöccse számára Osztrovicát a király ellenében. Velencében már 1347 augusztus elején megtudták, hogy új királyi sereg érkezik Dalmáciába, és hogy egy szerződés készül a vár átadásáról. Ezért 5-én követet küldtek Zárába, hogy miután beszélt a város elöljáróival menjen Gergely grófhoz és intse őt kedves szavakkal, hogy védje meg Osztrovicát. Egyúttal megparancsolták Zára velencei grófjának és kapitányának, hogy segítsenek Gergelynek hadsereggel és mindennel, amire szüksége van. Velencébe csak novemberben érkezett meg Mladen gróf levele, amelyben tájékoztatta a nagytanácsot, hogy Osztrovica vára már I. Lajos király uralma alatt áll, és fel is állították helyőrségét.
Ezek után 1347-ben a bribiri Šubić grófok egyik ága, melynek addig Osztrovica vára volt a székhelye Horvátországból az akkori Szlavóniába, Zriny várába költözött. Ezt az ágat és leszármazottait ezután már nem bribiri grófoknak (comes de Brebir), hanem zrínyi grófoknak (comes de Zrin, Zerin) nevezik. A királytól unokaöccsével együtt megkapta a bužani grófi címet, amelyet az 1340-es, és 1350-es években töltött be. A zárai béke (1358) után Arrabo grófja lett. Gergely gróf ezután rövidesen eltűnik a történelem lapjairól, III. György pedig Zrínyi I. György néven Zriny első grófja lett.